# Хайнс, Конни
Констанс Ф. Хайнс (англ. Constance F. «Connie» Hines, 24 марта 1931 — 18 декабря 2009) — американская актриса
, известная по роли в телесериале «Мистер Эд».
Хайнс родилась в городе Дедем, в штате Массачусетс, дочь актёров. Окончила среднее образование в 1948 году. Хайнс с новым мужем переехала в Джексонвилл, в штате Флорида, где она работала моделью. После развода со своим первым мужем, Хайнс переехала в Нью-Йорк, и позже в Калифорнию. Она выступала несколько раз по телевидению, и потом получила роль Керол, жены архитектора Уилбура Поста, который владеет говорящей лошадью, в сериале «Мистер Эд». Сериал шёл с 1961 года по 1966 год.
В 1970 году, после окончания съёмок сериала, Конни Хайнс вышла замуж за Ли Савина, адвоката в отрасли развлечения, и ушла из актёрской профессии; они остались женаты до его смерти в 1995 году. Позже Хайнс вела программу на кабельном телевидении о спасении животных. Она также написала главу книги Алана Янга, звезды сериала «Мистер Эд». Хайнс и Янг сыграли вместе в 1996 году в постановке «Love Letters», о 50-летней корреспондентке.
Хайнс умерла от сердечного приступа в Беверли-Хиллз, Калифорния.